# Louis Braquaval

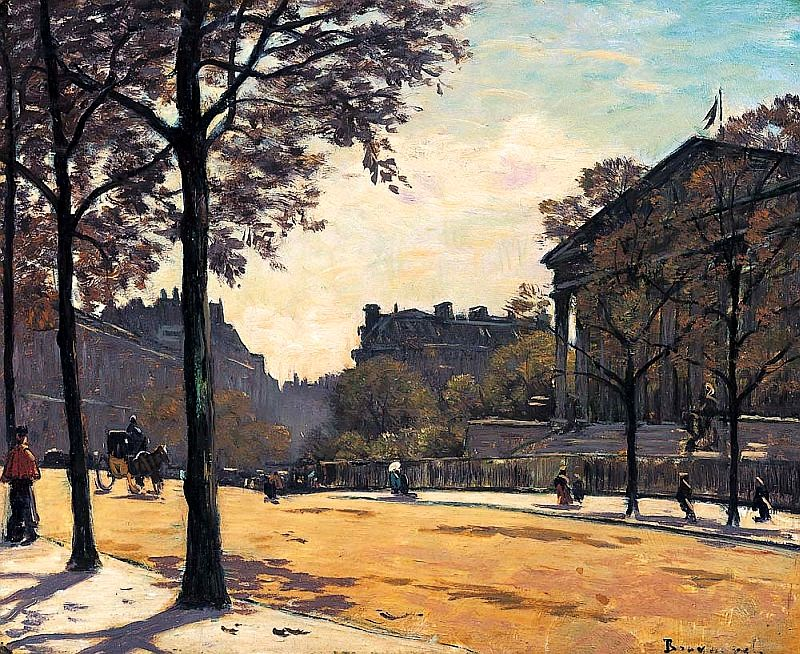
Strada din fața La Madeleine (c.1910)

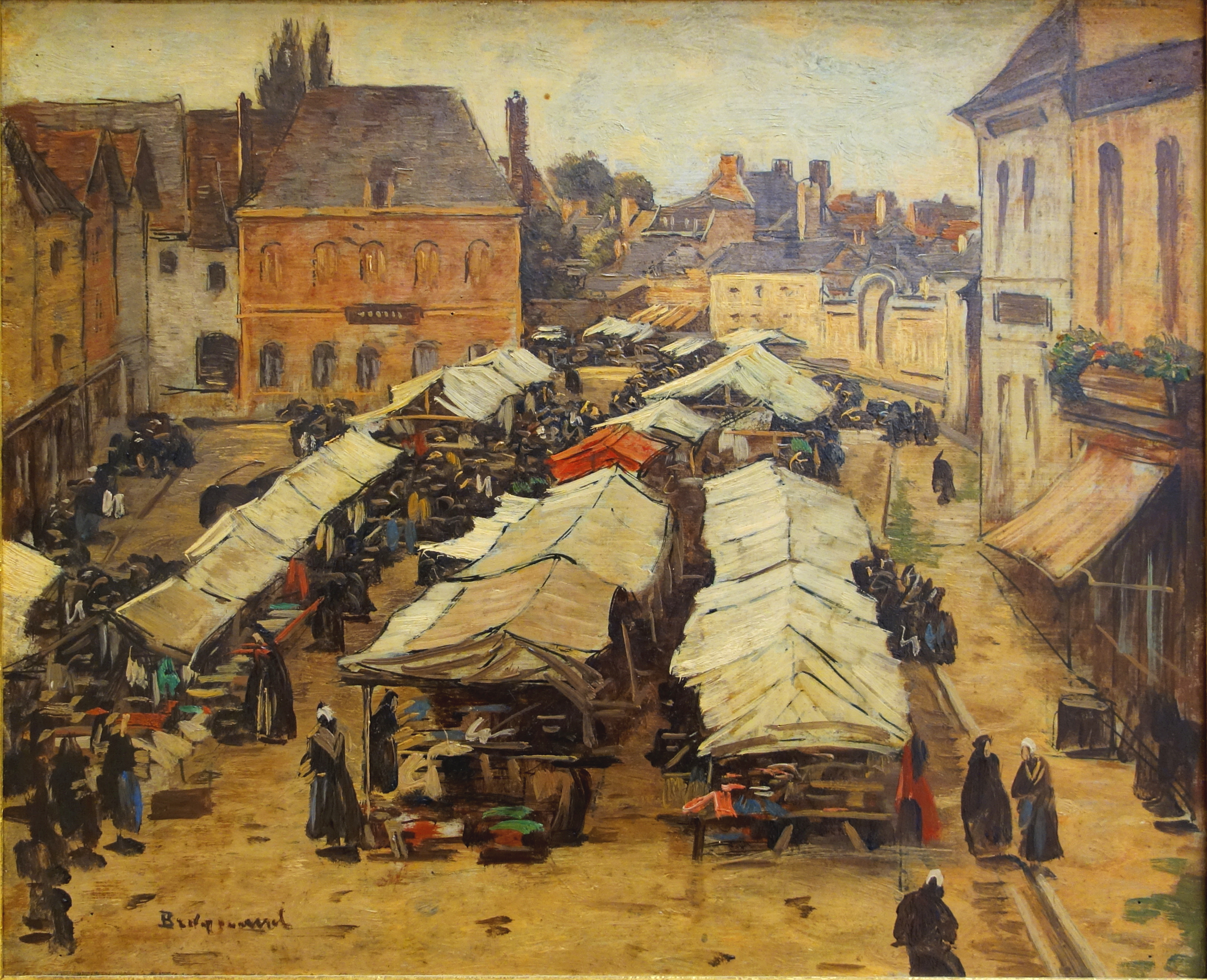
Piața din Abbeville (c.1900)

Louis Édouard Joseph Braquaval (n. 2 octombrie 1854, Esquermes⁠(d), Nord-Pas-de-Calais, Franța – d. 19 noiembrie 1919, Saint-Valery-sur-Somme, Picardie⁠(d), Franța) a fost un pictor francez peisagist și de scene urbane.

## Biografie
S-a născut într-o familie de industriași bogați și mai târziu s-a căsătorit cu o femeie dintr-o altă familie bogată. Inițial, s-a impus ca un licitator, dar sensibilitatea sa artistică s-a dovedit curând a fi mai mare decât simțul său în afaceri. Datorită sprijinului socrului său, a putut să-și continue interesul pentru artă și să studieze cu Eugène Boudin, un prieten de familie, cu care a trebuit să înceapă de la zero, deoarece nici măcar nu fusese învățat să deseneze când era copil.
În 1895, a cumpărat o casă în Saint-Valéry-sur-Somme, o zonă populară pentru pictori la acea vreme. Printre cei pe care i-a cunoscut s-a numărat și Edgar Degas, care a devenit bunul său prieten și tovarăș de pictură.
Nu a început să expună decât în 1907, când a prezentat câteva peisaje la Salon⁠(d) . Mai târziu, în 1909 și 1910, a expus și la Salon d'Automne⁠(d) și a revenit la Salonul de la Paris patru ani mai târziu. În mare parte, însă, și-a stabilit reputația la expozițiile regionale din Arras, Lille și Nantes. A devenit Cavaler în Legiunea de Onoare în 1914.
În acel moment, avea o sănătate fragilă și picta puțin; nu numai din acest motiv, ci și din cauza haosului provocat de război. Opera sa a fost uitată în mare măsură până când a avut loc o retrospectivă la cea de a cincizecea aniversare a Kaplan Gallery din Londra.